# Roberta Bizeau
Roberta Bizeau (Winnipeg, Manitoba, 5 september 1958) is een Amerikaans actrice. Bizeau was van 1990 tot 1991 te zien in de soapserie "Santa Barbara". Ze kroop destijds in de huid van de sexy maar manipulerende Flame Beaufort.
Roberta was van 1004 tot 2000 gehuwd met acteur Roscoe Born. In 1997 werd hun dochtertje, Alberta Mary geboren.
Bizeau is beter bekend onder de naam Roberta Weiss. Het is niet duidelijk welke haar oorspronkelijke naam is.